# Josep Maria Gregori i Cifré
Josep Maria Gregori i Cifré (Igualada, 25 de setembre de 1954) és musicòleg, cantant i catedràtic de Musicologia.
Des de 1978 exerceix la docència a la Universitat Autònoma de Barcelona. La seva recerca musicològica comprèn aspectes històrics i interpretatius de la música dels segles xv al xviii i temes de pensament i estètica musicals, sobre els quals ha publicat nombrosos treballs. Des de 2001 és el director del projecte Inventari dels Fons Musicals de Catalunya IFMuC, aplicat a la catalogació dels fons musicals de Catalunya. És acadèmic corresponent de la Reial Acadèmia Catalana de Belles Arts de Sant Jordi, i membre numerari de la Secció Històrico-Arqueològica de l'Institut d'Estudis Catalans.
En la vessant artística es formà musicalment amb el P. Robert de la Riba, organista i mestre de capella del Santuari de Nostra Senyora de Pompeia, estudià cant als Conservatoris de Terrassa i Badalona amb Montserrat Pueyo i Jordi Albareda i Bach, i es perfeccionà amb Xavier Torra. Ha rebut classes magistrals d'interpretació de música antiga de Montserrat Figueras i James Bowman. En qualitat de solista ha estat convidat i ha participat en nombrosos concerts de repertori dramàtic del Barroc i ha interpretat recitals de música religiosa dels segles xvi al xviii amb els organistes Miquel González, Carme Godall i Guido Iotti. Ha cantat amb La Capella Reial de Catalunya de Jordi Savall, Exaudi nos, La capella de música de Santa Maria del Pi i De canendi elegantia, i ha dirigit els cors Coral Nou Ressò, Dolce Stil Nuovo, Convivium Musicæ i Cor Vila Azari.
En la vessant literària és autor del poemari El jardí dels tres amors (Trípode, 2023) i traductor al català dels llibres El fil de Penèlope (Claret, 1999), El fil blau. Històries de la tradició hebraica (PAMSA, 2002) i El fil d’Ariadna. Hermetisme i tradició cristiana (PAMSA, 2008) d’Emmanuel d’Hooghvorst; L’amor de la Saviesa eterna (PAMSA, 2005) i El secret de Maria (Claret, 2018) de Sant Lluís Maria Grignion de Montfort; i L’arc i la fletxa. Meravelles de l’Eros (Claret, 2016), Per una mutació interior (Claret, 2019) i La paraula al cor del cos. Converses amb Jean Mouttapa (Fragmenta, 2022) d’Annick de Souzenelle.

## Obres
- Inventari dels Fons Musicals de Catalunya[10]